# Charlie Munger

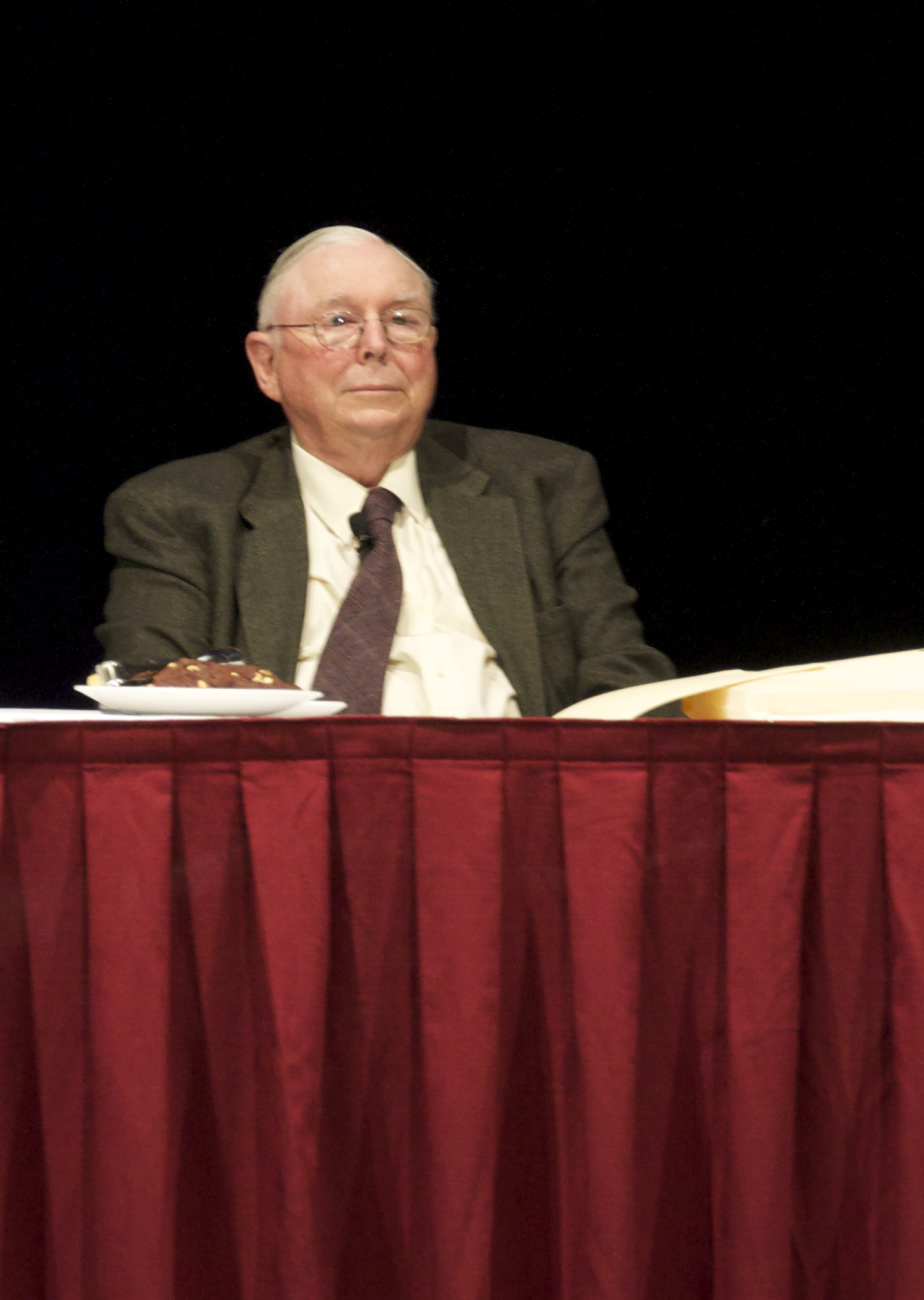
Charlie Munger (2010)

Charles Thomas (Charlie) Munger (Omaha (Nebraska), 1 januari 1924 – Santa Barbara (Californië), 28 november 2023) was jurist en zakenpartner van Warren Buffett.
Charlie Munger was de zakenpartner van Warren Buffett in het grootste conglomeraat ter wereld, Berkshire Hathaway, met een marktkapitalisatie van ongeveer 600 miljard dollar (april 2021). Net als Warren Buffett groeide Charlie Munger op in Omaha, in de Amerikaanse staat Nebraska. Warren Buffett woont nog steeds in Omaha, maar Charlie Munger verhuisde naar Californië waar hij woonde in Pasadena.
Munger en Buffett ontmoetten elkaar in 1959 en de twee hadden direct een bijzondere klik. De vriendschap groeide uit tot een van de meest succesvolle zakenrelaties in de moderne geschiedenis. Zo heeft Munger met zijn visie mede aan de basis gestaan van het grote succes van Berkshire Hathaway.
Na verschillende studies schreef Munger zichzelf in aan Harvard. In slechts drie jaar studeerde hij magna cum laude af in de rechten. 
Charlie Munger werd een vermogend man door zijn eigen beleggingen. Hij had naar schatting een vermogen van 1,7 miljard dollar.
Munger overleed op 99-jarige leeftijd in een ziekenhuis in Californië.
- Bibsys: 10078640
- Catàleg d'autoritats de noms i títols de Catalunya: 981060035526806706
- Gemeinsame Normdatei: 143363689
- International Standard Name Identifier: 0000 0001 1051 9963
- Library of Congress Control Number: n00090780
- Nationale Bibliotheek van Letland: 000249262
- MusicBrainz: 765a5b4d-2df9-4f60-8336-8090112fc277
- Bibliotheek van het Japanse parlement: 00895222
- Nationale Bibliotheek van Tsjechië: osa20241231842
- Nationale Bibliotheek van Israël: 987007461693005171
- Système universitaire de documentation: 221481850
- Virtual International Authority File: 33233504
- WorldCat: E39PBJghhJPgTWKjXbDfHM9VYP